# Lydia Kompe
Makwena Lydia Komape-Ngwenya connue sous le nom de Lydia Kompe (née Lydia Ngwenya le 5 août 1935 à Matlala en Afrique du Sud et morte le 18 octobre 2023) est une syndicaliste et une femme politique d'Afrique du Sud, membre du congrès national africain et membre du parlement (élue pour la première fois en 1994). Elle s'est notamment attachée à soutenir les femmes dans les communautés rurales.

## Biographie
Elle est née en Matlala, près de Pietersburg, en 1935. À la suite de la mise sous contrôle des terres appartenant à des familles noires par les Betterment Laws, et à une politique de développement rural peu favorable à ces familles, ses parents, n'arrivant plus à vivre de l'agriculture, s'installent à Johannesbourg,. Elle commence à travailler comme domestique puis dans les usines et s'implique dans l'action syndicale.
Elle rejoint en 1974 la Metal and Allied Workers Union, en étant particulièrement sensible aux discriminations subies par les femmes qui s'ajoutent aux discriminations raciales,. Congédiée de son emploi en 1977, après une grève, elle devient une employée à temps plein de son union syndicale. Elle est à l'époque la seule femme au sein de cette organisation, et est confrontée à  des attitudes sexistes. En 1982, elle aide des femmes d'entreprise de nettoyage à s'organiser pour se défendre, dans un contexte difficile de travail partiel, en partie de nuit, certaines étant obligées d'échanger des faveurs sexuelles contre la sauvegarde de leur emploi.
Après la constitution en 1985 du Congrès des syndicats sud-africains (Congress of South African Trade Unions ou Cosatu), elle se consacre aux  communautés rurales. Elle rejoint le Transvaal Rural Comité d'Action (TRAC) en 1986. Puis elle contribue à lancer le Mouvement des Femmes Rurales (Rural Women's Movement ou RWM),  en 1990.".
Elle devient membre du Parlement en 1994, participant aux groupes de travail sur l'agriculture et la propriété des terres.. Elle s'implique fortement sur le projet de loi de restitution pour offrir une solution aux personnes qui ont perdu leurs terres à la suite des pratiques de discriminations raciales,. Elle se consacre à l'expression des femmes, mais aussi, par exemple, à la prise en compte des mariages coutumiers.